# (4843) Mégantic
(4843) Mégantic es un asteroide perteneciente al cinturón de asteroides, descubierto el 28 de febrero de 1990 por Henri Debehogne desde el Observatorio de La Silla, Chile.

## Designación y nombre
Designado provisionalmente como 1990 DR4. Fue nombrado Mégantic en homenaje al Mont Mégantic, el mayor observatorio en Quebec. Fundado en el año 1978, su misión es la de promover la investigación en astrofísica, para entrenar a los estudiantes y favorecer la astronomía en la cultura local.

## Características orbitales
Mégantic está situado a una distancia media del Sol de 3,087 ua, pudiendo alejarse hasta 3,463 ua y acercarse hasta 2,712 ua. Su excentricidad es 0,121 y la inclinación orbital 11,00 grados. Emplea 1981 días en completar una órbita alrededor del Sol.

## Características físicas
La magnitud absoluta de Mégantic es 11,8. Tiene 26,69 km de diámetro y su albedo se estima en 0,047.